# Oberleitungsbus Ancona

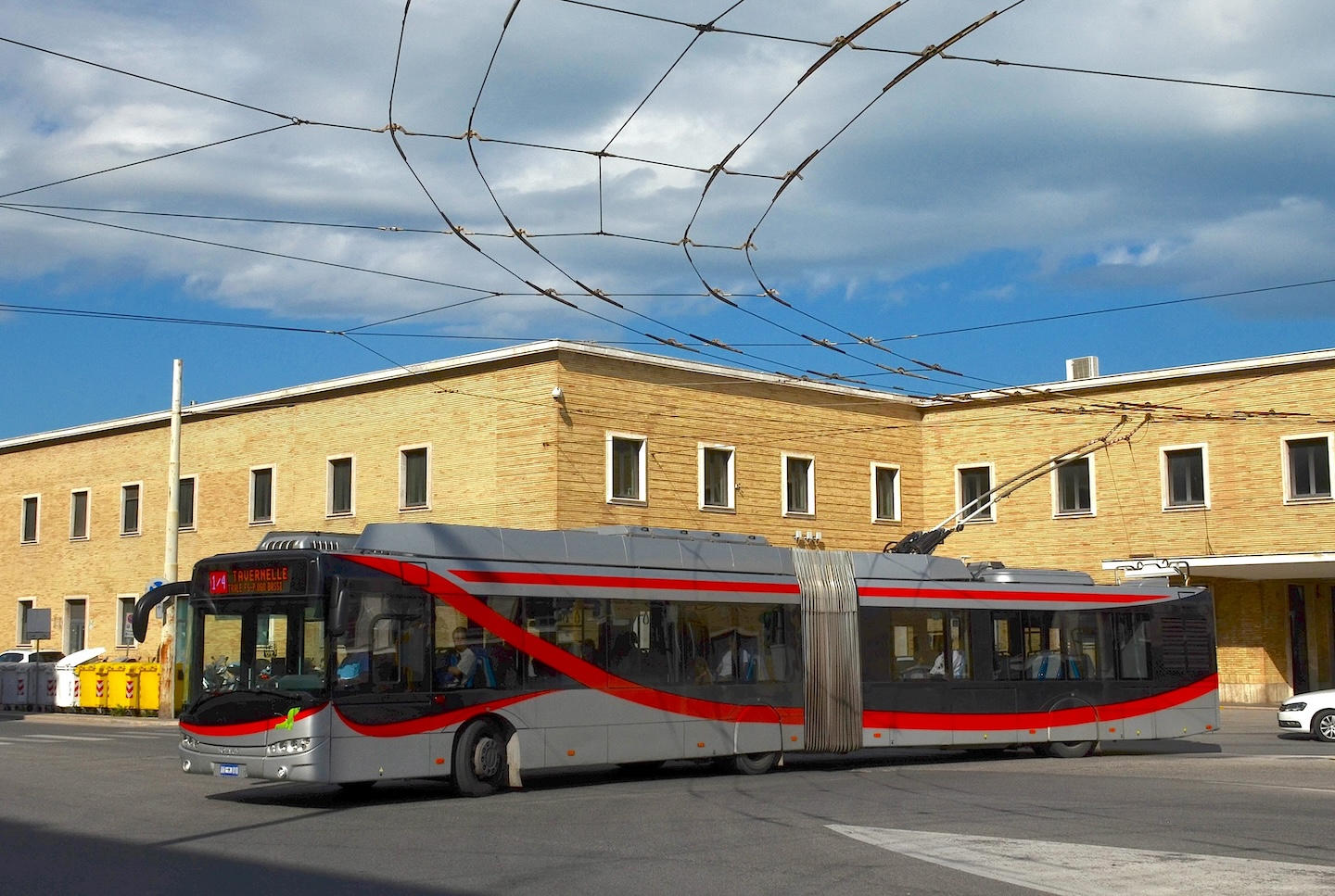
Gelenkwagen Solaris Trollino 18 am Hauptbahnhof, 2024

Der Oberleitungsbus Ancona ist ein elektrisches Nahverkehrssystem in der mittelitalienischen Stadt Ancona. Es besteht aus einer 6,5 Kilometer langen Linie mit der Bezeichnung 1/4, welche aus einer Vereinigung der Linien 1 und 4 hervorging. Sie verläuft von der Piazza IV Novembre über die Piazza Cavour durch die Innenstadt, am Bahnhof Ancona und der Piazza Ugo Bassi vorbei zur Endstelle in der Via Tavernelle nahe der polytechnischen Universität.

## Geschichte
In den 1960er Jahren bestand ein Netz von über 21 Kilometern Länge, welches ab 1949 das kriegszerstörte Straßenbahnnetz ablöste. Ein Großteil der weit in die Vororte reichenden Äste wurde bis 1977 eingestellt. Lediglich der heutige Südast nach Tavernelle ging 2007 wieder in Betrieb und wurde umlauftechnisch mit dem ebenfalls verbliebenen Nordast zur aktuellen Führung zusammengelegt. Davon abgesehen ist die Betriebshofzufahrt teilweise elektrisch benutzbar. Im März 2016 verhindern Umbauten im Bahnhofsvorfeld einen durchgehenden Betrieb mit Oberleitung, sodass die Fahrzeuge hier abdrahten und mit Hilfsantrieb fahren müssen.